# Scleromystax prionotos
Scleromystax prionotos és una espècie de peix de la família dels cal·líctids i de l'ordre dels siluriformes.

## Morfologia
- Els mascles poden assolir 5,3 cm de longitud total.[1][2]

## Hàbitat
És un peix d'aigua dolça i de clima tropical (22 °C-26 °C).

## Distribució geogràfica
Es troba a Sud-amèrica: rius costaners del sud-est del Brasil des d'Espírito Santo fins a São Paulo.